# 鶴谷登
鶴谷 登（つるたに のぼる、1940年（昭和15年）2月25日 - 2007年（平成19年）1月7日）は、昭和時代から平成時代にかけての洋画家、版画家。県芸文協理事、県洋画連盟委員長、県美術連合会長を歴任。県文化功労賞、文部科学大臣表彰。富山5人展の1人。

## 経歴
富山県高岡市に生まれる。1963年（昭和38年）に渡米しシルクスクリーンの技法を習得。フィラデルフィア「プリントクラブ展」でジョージ・ロス賞を受賞し1969年（昭和44年）に帰国。2002年（平成14年）、第三回北日本美術大賞展で特別賞を受賞、福光美術館で回顧展。
2007年1月7日、心筋梗塞のため死去。

## 作品
- 「WORK NO,7」
- 「作品85－9」[2]
- 「御車山祭」
- 「一番街通」
- 「二番町」
- 「小馬出町」
- 「木舟町」
- 「守山町」
- 「御馬出町」
- 「通町」
- 「30の舞」
- 「けんか山祭」
- 「港町」
- 「宵宴」